# 布丘陶
布丘陶，是匈牙利佐洛州所辖的一个村，总面积16.19平方公里，总人口221，人口密度13.7人/平方公里（2010年1月1日）。